# Steenbeek (Bandsloot)
De Steenbeek is een beek in de Belgische provincie Oost-Vlaanderen en is geklasseerd als waterloop van de eerste en de tweede categorie. Het is een beek uit het stroomgebied van de Dender.

## Verloop
De Steenbeek ontspringt ten noorden van het centrum van Baardegem, in de buurt van Seepscherf. Ze vormt nadien de grens tussen Wieze en Lebbeke en stroomt dan verder noordwaarts. Aan het Motteken in Denderbelle, bij de grens met Wieze, ligt een wachtbekken. De Steenbeek staat twee keer in verbinding met de Vondelbeek, komt samen met de Oude Dender en mondt uit in de huidige Dender in Bellebroek.
Dankzij de verbinding met de Vondelbeek kan men overtollig water uit de Vondelbeek afleiden naar het Denderbellebroek; en omgekeerd kan water uit Bellebroek afgeleid worden via de Vondelbeek naar de Schelde.
Er is een pompstation om het water over de dijk rond Bellebroek te loodsen en een pompstation om het water via een uitwateringssluis naar de Dender te sturen.

## Benaming
De Steenbeek verandert van zuid naar noord van naam: Eerst Wiezebeek (niet te verwarren met Wiesbeek), dan Schuurkensbeek en daarna Steenbeek. Soms kom je ook de naam Bandsloot tegen voor de hele waterloop.